# Agile Retail
L’Agile Retail est un modèle de vente au détail direct aux clients qui utilise les données de vente pour tenter de prédire les tendances, de gérer les cycles de production de manière efficace et de s’adapter plus rapidement aux tendances du marché. L’Agile Retail applique les concepts d'Agile et de Lean dans le commerce de détail et vise à répondre plus rapidement aux besoins des clients. Ce modèle de détail est entre autres utilisé par Amazon[réf. nécessaire]. Le concept transforme les détaillants actifs dans le commerce en ligne en plateformes à la demande qui identifient les stocks et livrent le produit désiré directement au consommateur en réduisant les coûts. L'objectif principal de lAgile Retail est d'identifier les tendances qui sont populaires auprès des consommateurs à un moment donné et de livrer ces produits en utilisant des concepts de production Agile.
Les experts de l'industrie de la mode soutiennent que l’Agile Retail est la prochaine étape pour le commerce de détail de mode, en particulier avec la hausse des ventes en ligne. L’Agile Retail donne plus d'options aux clients, généralement à moindre coût, et leur permet d’être livrés directement,. Il s'agit également de mieux servir les clients en s’adaptant à leurs besoins changeants.

## Histoire
L'idéologie Agile peut être retracée aux principes de fabrication Lean développés chez Toyota dans les années 1950. Le principe de fabrication Lean se concentre sur l'élimination des déchets dans le processus de fabrication. L'intention de base est de maximiser l'efficacité au cours de la fabrication en vue d'améliorer la productivité et de réduire les coûts. À l'époque, le concept de vente au détail Agile était principalement appliqué à la fabrication de biens durables tels que les automobiles.
Ces dernières années, en particulier dans l'industrie de la mode, le commerce de détail agile capitalise sur plusieurs des principes qui ont fait le succès d'autres sociétés technologiques solides dans leurs industries respectives.
Dans une entreprise de mode traditionnelle, un designer crée une collection entière habituellement basée sur son inspiration. Les collections sont ensuite présentées lors des défilés afin d’être vus par les grands détaillants et seront éventuellement vendus en magasins 6 à 12 mois plus tard. L’Agile Retail transforme les détaillants de mode en plates-formes à la demande qui identifient la demande des consommateurs à partir de sources de données multiples et fournissent des produits directement aux consommateurs. Le distributeur en ligne basé en Allemagne Lesara utilise le concept de détail Agile dans l'industrie de la mode,.

## Processus
L’Agile Retail utilise des données pour tenter de prévoir les besoins des clients et d’anticiper la demande et les quantités.
Les entreprises qui utilisent l’Agile Retail sont capables de répondre plus rapidement aux évolutions du marché en utilisant ce processus. Le but est de connaître les besoins des consommateurs à un moment donné,. L'entreprise Agile accentue l'itération sur la perfection, la capacité à changer rapidement et ainsi à apprendre et s'adapter constamment.

## Avantages
- Utilisation de données personnelles pour connaître plus rapidement les désirs du consommateur[6].
- Réponse aux besoins de changements plus vite que la vente au détail traditionnelle[réf. souhaitée].
- Personnalisation des demandes de l’acheteur[6].
- Utilisation poussée de données et d’analyse des données[réf. souhaitée].
- Une chaîne d'approvisionnement plus efficace qui réduit le gaspillage[6].

## Inconvénients
- Le commerce agile repose en partie sur les détaillants traditionnels, en particulier les détaillants de luxe, pour définir des tendances qui servent d'inspiration[10].